# Llista de pel·lícules de Burkina Faso
Les pel·lícules realitzades a Burkina Faso per any són:

## Dècada dels anys 1970
| Títol                               | Director            | Càsting | Gènere                  | Notes       |
| ----------------------------------- | ------------------- | ------- | ----------------------- | ----------- |
| 1971                                |                     |         |                         |             |
| La sang des parias                  | Mamadou Djim Kola   |         | llargmetratge           |             |
| No pincha                           | Tobias Engel        |         | Documental polític      | IMDb        |
| 1972                                |                     |         |                         |             |
| FVVA: Femme, villa, voiture, argent | Moustapha Alassane  |         |                         | IMDb        |
| 1973                                |                     |         |                         |             |
| Le Sang des parias                  | Mamadou Djim Kola   |         |                         | IMDb        |
| 1975                                |                     |         |                         |             |
| M'Ba-Raogo                          | Augustin Roch Taoko |         |                         | IMDb        |
| 1976                                |                     |         |                         |             |
| Sur le chemin de la réconciliation  | Rene Bernard Yonli  |         |                         | IMDb        |
| 1977                                |                     |         |                         |             |
| Je reviens de Bokin                 | Jean-Marie Kaboré   |         |                         | Migmetratge |
| Touyan Tigui                        | Daniel Kollo Sanou  |         | curtmetratge            |             |
| 1978                                |                     |         |                         |             |
| Stockez et conservez les grains     | Jean-Marie Traoré   |         | curtmetratge documental |             |
| 1979                                |                     |         |                         |             |
| Kognini                             | Mamadou Djim Kola   |         | llargmetratge           |             |
| Les loteries des pays de l'Entente  | D. Abdoulaye Sow    |         | curtmetratge            |             |
| Regard sur le VIème Fespaco         | Jean-Marie Kabore   |         | migmetratge documental  |             |

## Dècada dels anys 1980
| Títol                                              | Director                                         | Càsting | Gènere                   | Notes                                                |  |
| -------------------------------------------------- | ------------------------------------------------ | --- | ------------------------ | ---------------------------------------------------- |  |
| 1980                                               |                                                  | |                          |                                                      |  |
| Le Kitoaga de Boussoma                             | Agustin Roch Taoko                               | |                          |                                                      |  |
| Le Pape à Ouagadougou                              | Paul Zoumbara                                    | | curtmetratge documental  |                                                      |  |
| Les dodos                                          | Daniel Kolo Sanou                                | | curtmetratge documental  |                                                      |  |
| Pourquoi?                                          | Idrissa Ouedraogo                                | | curtmetratge             |                                                      |  |
| Utilisation des énergies nouvelles en milieu rural | Jean-Marie Kaboré                                | | migmetratge documental   |                                                      |  |
| 1981                                               |                                                  | |                          |                                                      |  |
| L'exil                                             | Hamadou Benoit Ouedraogo                         | | curtmetratge             |                                                      |  |
| Le sort                                            | Drissa Touré                                     | | curtmetratge             |                                                      |  |
| Mariage                                            | Moussa Bonkoukou                                 | | curtmetratge             |                                                      |  |
| Poko                                               | Idrissa Ouedraogo                                | | Curtmetratge             | IMDb                                                 |  |
| Veillée à Bolongue                                 | Sidy Diabate                                     | | curtmetratge             |                                                      |  |
| Yikian                                             | Hamadou Benoït Ouedraogo                         | | curtmetratge documental  |                                                      |  |
| 1982                                               |                                                  | |                          |                                                      |  |
| The Courage of Others                              | Christian Richard                                | |                          | també coneguda amb el títol de Le Courage des autres |  |
| Wend Kuuni                                         | Gaston Kaboré                                    | Serge Yanogo, Rosine Yanogo, Joseph Nikiema, Colette Kabore, Simone Tapsoba, Yaya Wima, Martine Ouedraogo, Boucare Ouedraogo | Drama                    | 2 premis - IMDb                                      |  |
| 1983                                               |                                                  | |                          |                                                      |  |
| Je suis productif                                  | Drissa Touré                                     | |                          | curtmetratge                                         |  |
| Jours de tourmentes                                | Paul Zoumbara                                    | |                          | una nominació - IMDb                                 |  |
| Le Yatenga hier et aujourd'hui                     | Hamadou Benoït Ouedraogo                         | | curtmetratge documental  |                                                      |  |
| Les écuelles                                       | Idrissa Ouedraogo                                | | curtmetratge documental  |                                                      |  |
| Les funérailles du Mogho Naba                      | André Demba Hilou                                | | curtmetratge documental  |                                                      |  |
| Les funérailles du Mogho Naba                      | Idrissa Ouedraogo                                | | curtmetratge documental  |                                                      |  |
| Paweogo                                            | Kollo Sanou                                      | |                          | IMDb                                                 |  |
| Regard sur le 8ème Fespaco                         | Abdoulaye Sow                                    | | documental               |                                                      |  |
| Salubrité au village                               | Oumarou Zoungrana                                | |                          |                                                      |  |
| 1984                                               |                                                  | |                          |                                                      |  |
| Konoboli Bari                                      | Zezouma François Sanou                           | | Curtmetratge             |                                                      |  |
| Jubilé d'une cathédrale                            | Daniel Kollo Sanou                               | |                          |                                                      |  |
| L'agile e le caméléon                              | Daniel Kollo Sanou                               | | Curtmetratge             |                                                      |  |
| L'artisanat et son pays                            | Daniel Kollo Sanou                               | | migmetratge documental   |                                                      |  |
| L'eau, fruit du travail                            | Stanislas Meda Bemile                            | | Curtmetratge documental  |                                                      |  |
| L'oeuf silhouette                                  | Pierre Yameogo                                   | | curtmetratge             |                                                      |  |
| La lavandera                                       | Alphonse Kodini Sanon                            | | curtmetratge             |                                                      |  |
| Le bouclier des bébés                              | Demba André Hilou                                | | migmetratge              |                                                      |  |
| Le continent de l'oubli                            | Armand Balima                                    | | curtmetratge             |                                                      |  |
| Les Funérailles du Larle Naba                      | Idrissa Ouedraogo                                | | Curtmetratge             | IMDb                                                 |  |
| Nasabule                                           | Drissa Touré                                     | | curtmetratge             |                                                      |  |
| Ouagadougou, Ouaga deux roues                      | Idrissa Ouedraogo                                | | curtmetratge documental  |                                                      |  |
| Paweogo (l'émigrant)                               | Daniel Kollo Sanou                               | Marie-Claire Coeffe, Edouard Bila Ilboudo, Sou Jacob                                                                         | llargmetratge            |                                                      |  |
| Salubrité en ville                                 | André Demba Hilou                                | | curtmetratge documental  |                                                      |  |
| Séminaire international sur l'information          | Aminata Ouedraogo                                | |                          |                                                      |  |
| Tambour de fer (Buud Gombé)                        | Augustin Roch Taoko                              | | curtmetratge documental  |                                                      |  |
| 1985                                               |                                                  | |                          |                                                      |  |
| Issa le tisserand                                  | Idrissa Ouedraogo                                | | Curtmetratge documental  | IMDb                                                 |  |
| L'aménagement urbain au Burkina                    | Demba André Hilou                                | | Migmetratge              |                                                      |  |
| L'autre école                                      | Nissy Joanny Traoré                              | | migmetratge              |                                                      |  |
| L'eau, propre, source de sanité                    | Alphonse Sanou                                   | | Documental               |                                                      |  |
| La fête pascale                                    | Drissa Toure                                     | | curtmetratge             |                                                      |  |
| La vache de Rosay                                  | Austin Roch Taoko                                | | curtmetratge documental  |                                                      |  |
| Larmes d'un enfant                                 | Hamadou Benoït Ouedraogo                         | | migmetratge              |                                                      |  |
| Ouagadougou, ouaga deux roues                      | Idrissa Ouedraogo                                | | Curtmetratge             | IMDb                                                 |  |
| Le Vertige de la passion                           | Armand Balima                                    | | llargmetratge            | IMDb                                                 |  |
| Peuple debout                                      | Rasmané Ouedraogo                                | |                          |                                                      |  |
| Tenga                                              | Idrissa Ouedraogo                                | | curtmetratge             |                                                      |  |
| Tipoko                                             | Emmanuel Kalifa Sanon                            | |                          |                                                      |  |
| Va                                                 | Sékou Traoré                                     | | curtmetratge             |                                                      |  |
| 1986                                               |                                                  | |                          |                                                      |  |
| L'interpellation de l'étrange (Yel Solma)          | Raymond Mohamadi Tiendrebeogo                    | | llargmetratge documental |                                                      |  |
| Les foyers ruraux                                  | Jean Ernest Ouedraogo                            | |                          |                                                      |  |
| Propos sur le cinéma africain                      | Jean-Marie Kabore                                | | curtmetratge documental  |                                                      |  |
| Reportage sur le IXème FESPACO                     | Yassala Bamoussa Sessouma                        | | curtmetratge documental  |                                                      |  |
| Sarraounia                                         | Med Hondo                                        | | Drama/ Història/ Guerra  | 1 premi - IMDb                                       |  |
| Yam Daabo                                          | Idrissa Ouedraogo                                | |                          | IMDb                                                 |  |
| 1987                                               |                                                  | |                          |                                                      |  |
| Desebagato                                         | Emmanuel Sanon-doba                              | |                          | IMDb                                                 |  |
| Dunia                                              | Sekou Traore, S. Pierre Yameogo                  | |                          | IMDb                                                 |  |
| Histoire d'Orokia                                  | Sou Jacob, Jacques Oppenheim                     | |                          | IMDb                                                 |  |
| Le CTRA (trypanosomiase)                           | Ardiouma Soma                                    | |                          |                                                      |  |
| Planning familial                                  | Thomas Nikiema                                   | |                          |                                                      |  |
| Sarraounia                                         | Daniel Kollo Sanou                               | | curtmetratge documental  |                                                      |  |
| Théatre et mode                                    | Dominique Zeida                                  | | curtmetratge             |                                                      |  |
| Tilaï (Question d'honneur)                         | Idrissa Ouedraogo                                | | llargmetratge            |                                                      |  |
| Yam Daabo                                          | Idrissa Ouedraogo                                | Moussa Blogo, Aoua Guiraud, Assita Ouedraogo                                                                                 | llargmetratge            | guanyà un premi                                      |  |
| Yeelen                                             | Souleymane Cissé                                 | | Fantasy                  | 4 premis i 2 nominacions - IMDb                      |  |
| 1988                                               |                                                  | |                          |                                                      |  |
| Les Guérisseurs                                    | Sidiki Bakaba                                    | |                          | IMDb                                                 |  |
| L'impasse                                          | Aminata Ouedraogo                                | | curtmetratge             |                                                      |  |
| La ballade de la mouette                           | Drissa Toure                                     | | curtmetratge             |                                                      |  |
| La cire perdue                                     | Emmanuel Kalifa Sanon                            | | curtmetratge documental  |                                                      |  |
| Le neveu du peintre                                | Mustapha Dao                                     | | curtmetratge             |                                                      |  |
| Les ingénierus du Sahel                            | Demba André Hilou                                | | curtmetratge             |                                                      |  |
| Notre collège                                      | Bakary Traoré                                    | | curtmetratge             |                                                      |  |
| Petite ville deviendra grande                      | Demba André Hilou                                | | migmetratge              |                                                      |  |
| Un boucher particulier                             | Raymond Mohamadi Tiendrebeogo                    | | curtmetratge de ficció   |                                                      |  |
| Zan Boko                                           | Gaston Kaboré                                    | |                          | 1 premi- IMDb                                        |  |
| 1989                                               |                                                  | |                          |                                                      |  |
| Bilakoro                                           | Issa Traoré de Brahima Dani Kouyaté Sékou Traoré | | Curtmetratge de ficció   |                                                      |  |
| Koligure (La gardienne des champs)                 | Stanislas Meda Bemile                            | | Curtmetratge             |                                                      |  |
| Le Grotto                                          | Sou Jacob                                        | Sou Jacob, Jacques Oppenheim, Mimi Roussin                                                                                   |                          | IMDb                                                 |  |
| Le Neveu du peintre                                | Moustapha Dao                                    | |                          | IMDb                                                 |  |
| Le rival                                           | Lacina Ouedraogo                                 | | curtmetratge             |                                                      |  |
| Ma fille ne sera pas excisée                       | Boureima Nikiema                                 | | llargmetratge            |                                                      |  |
| Sibidou                                            | Jean-Claude Bande                                | | curtmetratge             |                                                      |  |
| Yaaba                                              | Idrissa Ouedraogo                                | | Drama de Família         | 3 premis                                             |  |
| Yiri Kan                                           | Issiaka Konaté                                   | | Curtmetratge documental  | 1 premi - IMDb                                       |  |

## Dècada dels anys 1990
| Títol                                    | Director                         | Càsting                                                                    | Gènere                  | Notes |
| ---------------------------------------- | -------------------------------- | -------------------------------------------------------------------------- | ----------------------- | --- |
| 1990                                     |                                  |                                                                            |                         | |
| Kaim et Sala                             | Idrissa Ouedraogo                |                                                                            | llargmetratge           | |
| Laafi (tout va bien)                     | Pierre Yameogo                   | Yolande Belem, Laure Kaho, Cheick Kone                                     | llargmetratge           | |
| M'Biiga (non fils)                       |                                  |                                                                            | curtmetratge            | |
| Mamy Wata                                | Mustapha Diop                    |                                                                            |                         | |
| Mérite                                   | Abdoulaye Dao                    |                                                                            | curtmetratge            | |
| Poussière de lait (Tobbere Kosam)        | Dany Kouyaté                     |                                                                            | curtmetratge            | |
| Sango Malo                               | Bassek Ba Kobhio                 |                                                                            |                         | |
| Tilaï                                    | Idrissa Ouedraogo                | Rasmane Ouedraogo                                                          | drama                   | Guanyà el premi del Gran jurat al Festival de Cinema de Cannes de 1990                                                       |
| Toungan (Les étrangers)                  | Mamadou Djim Kola                |                                                                            | llargmetratge           | |
| Un cas grave de séquelle de poliomyélite | Demba André Hilou                |                                                                            | migmetratge             | |
| Yeelbedo ou le prix du méfait            | D. Abdoulaye Sow                 |                                                                            | llargmetratge           | |
| 1991                                     |                                  |                                                                            |                         | |
| Ashakara                                 | Gérard Louvin                    | James Campbell                                                             | drama                   | |
| L'Enfant et le caïman                    | Moustapha Dao                    |                                                                            | curtmetratge            | |
| Jigi (L'espoir)                          | Daniel Kollo Sanou               |                                                                            |                         | llargmetratge |
| Karim and Sala                           | Idrissa Ouedraogo                |                                                                            |                         | |
| Laada                                    | Drissa Toure                     |                                                                            | llargmetratge           | aka The Tradition |
| Laafi - Tout va bien                     | S. Pierre Yameogo                |                                                                            |                         | |
| Le refus de l'école de l'homme blanc     | Cissé Mahmadou                   |                                                                            |                         | |
| Les vendeuses de fraises                 | Sidy Diabate                     |                                                                            | curtmetratge            | |
| M'abiiga (fils de ma mère)               | Pierre Yameogo                   |                                                                            | llargmetratge           | |
| Nogo ou la saleté                        | Abdoulaye Dao                    |                                                                            | curtmetratge            | |
| Obi                                      | Idrissa Ouedraogo                |                                                                            | migmetratge             | |
| The Unedited letter                      | Dramane Deme                     |                                                                            |                         | |
| Tiinbo (espoir)                          | Pierre Yameogo                   |                                                                            | llargmetratge           | |
| Un certain matin                         | Fanta Régina Nacro               |                                                                            | curtmetratge            | 1 premi |
| Une chanson à deux voix                  | Dominique Zeida                  |                                                                            | curtmetratge            | |
| 1992                                     |                                  |                                                                            |                         | |
| Jigi - L'espoir                          | Kollo Sanou                      |                                                                            |                         | també Jigi: The Hope |
| Karité                                   | Issoufou Tapsoba                 |                                                                            |                         | |
| L'I.P.N., la longue marche               | Dramane Deme                     |                                                                            |                         | |
| Le pari culturel                         | Adjaratou Lompo                  |                                                                            |                         | |
| Madame Haro                              | Jean-Marie Kabore                |                                                                            |                         | |
| Rabi                                     | Gaston Kaboré                    | Colette Kaboré, Joséphine Kaboré, Yacouba Kaboré                           | llargmetratge           | |
| Sababu                                   | Nissi Joanny Traoré, Kollo Sanou |                                                                            | llargmetratge           | |
| Samba Traoré                             | Idrissa Ouedraogo                | Bakary Sangaré, Mariam Kaba, Abdoulaye Komboudri                           | llargmetratge           | Nominada a l'os d'or del Festival de Cinema de Berlín i guanyadora d'un os de plata en el mateix festival                    |
| Tiibo                                    | Jean-Claude Bande                |                                                                            | curtmetratge            | |
| Vingt millions pour un mariage forcé     | Boureima Nikiema                 |                                                                            |                         | |
| 1993                                     |                                  |                                                                            |                         | |
| La femme mariée à trois hommes           | Cilia Sawadogo                   |                                                                            | curtmetratge            | |
| La vie enfumée                           | Gastn Kabore                     |                                                                            | curtmetratge documental | |
| Larmes sacrées du crocodile              | Dany Kouyaté                     |                                                                            |                         | |
| Paco Ye (L'étoile Farafna)               | Issiaka Konaté                   |                                                                            |                         | |
| Samba Traoré                             | Idrissa Ouedraogo                | Bakary Sangaré                                                             | drama                   | Guanyà un premi os de plata al 43è Festival Internacional de Cinema de Berlín                                                |
| Sababu                                   |                                  |                                                                            |                         | |
| Sankofa                                  | Halie Gerima                     | Kofi Ghanaba, Oyafunmike Ogunlano, Alexandra Duah, Nick Medley, Mutabaruka |                         | Particià en el 43è Festival Internacional de Cinema de Berlín                                                                |
| Sida ya sida                             | Christian Boglo                  |                                                                            | curtmetratge            | |
| Soleil, mon amour                        | Abdoulaye Dao                    |                                                                            | curtmetratge            | |
| Weemba                                   | Maurice Kaboré                   |                                                                            | curtmetratge            | |
| Wendemi, l'enfant du bon Dieu            |                                  |                                                                            |                         | |
| 1994                                     |                                  |                                                                            |                         | |
| Gorki                                    |                                  |                                                                            |                         | |
| Le Cri du coeur                          | Idrissa Ouedraogo                | Richard Bohringer, Saïd Diarra, Félicité Wouassi                           | drama                   | |
| Sadjo la sahélienne                      | Franceline Oubda                 |                                                                            | documental              | |
| Un arbre appelé karité Jean-Marie Kabore |                                  | curtmetratge documental                                                    |                         | |
| Vaccinons nos enfants                    | Demba André Hilou                |                                                                            | curtmetratge            | |
| 1995                                     |                                  |                                                                            |                         | |
| Guimba the Tyrant                        | Cheick Oumar Sissoko             |                                                                            |                         | |
| Haramuya                                 |                                  |                                                                            |                         | |
| Pouk niini                               | Fanta Nacro                      |                                                                            | curtmetratge            | |
| Un cri dans le Sahel                     | Martine Ilboudo                  |                                                                            | curtmetratge            | |
| Waati                                    |                                  |                                                                            |                         | |
| Keita! L'héritage du griot               | Dani Kouyaté                     | Seydou Boro, Hamed Dicko, Abdoulaye Komboudri                              |                         | Premi en el Festival Internacional de Cinema d'Amiens del 1995 i en Mainheim-Heidelberg International Filmfestival del 1995. |
| 1996                                     |                                  |                                                                            |                         | |
| L'Oeuf                                   |                                  |                                                                            |                         | |
| Puk Nini                                 |                                  |                                                                            |                         | |
| 1997                                     |                                  |                                                                            |                         | |
| Buud Yam                                 | Gaston Kaboré                    | Serge Yanogo                                                               | drama històric          | |
| Kini and Adams                           | Idrissa Ouedraogo                |                                                                            | Drama                   | Particià en el Festival de Cinema de Cannes del 1997                                                                         |
| Les Parias du cinéma                     |                                  |                                                                            |                         | |
| Le Secret (TV)                           |                                  |                                                                            |                         | |
| 1998                                     |                                  |                                                                            |                         | |
| La Revanche de Lucy                      |                                  |                                                                            |                         | |
| Silmandé - Tourbillon                    |                                  |                                                                            |                         | |
| Souko, cinématographe en carton          |                                  |                                                                            |                         | |
| Le Truc de Konaté                        |                                  |                                                                            |                         | |
| 1999                                     |                                  |                                                                            |                         | |
| Boubou l'intrus (TV)                     |                                  |                                                                            |                         | |
| Entre l'arbre et l'écorce                |                                  |                                                                            |                         | |
| Garba                                    |                                  |                                                                            |                         | |

## Dècada dels anys 2000
| Títol                                    | Director                     | Càsting | Gènere                      | Notes |
| ---------------------------------------- | ---------------------------- | --- | --------------------------- | --- |
| 2000                                     |                              | |                             | |
| Adanggaman                               | Roger Gnoan M'Bala           | Rasmane Ouedraogo | drama                       | |
| Daresalam                                |                              | |                             | |
| The Price of Ignorance                   |                              | |                             | |
| Siraba, la grande voie                   |                              | |                             | |
| 2001                                     |                              | |                             | |
| Bintou                                   | Fanta Régina Nacro           | | Curtmetratge                | |
| Mouka                                    |                              | |                             | |
| Portraits of Two Women from Burkina Faso | Annette Danto                | | Documental                  | |
| Shea Nut Gatherers of Burkina Faso       | Annette Danto                | | Documental                  | |
| Si je savais                             |                              | |                             | |
| Sia, le rêve du python                   | Dani Kouyaté                 | Fatoumata Diawara, Sotigui Kouyaté, Balla Habib Dembélé |                             | Guanyador del premi a millor guionista per Dani Kouyaté en el Festival Internacional de Cinema en llengua francesa de Namur de 2001 i nominació a millor pel·lícula en el mateix festival. 4 premis en el Festival Panafricà de Cinema i Televisió d'Ouagadougou de 2001 i nominat a la piràmide d'or del Festival de Cinema Internacional de el Caire de 2001. |
| Un espoir dans le désert                 |                              | |                             | |
| 2002                                     |                              | |                             | |
| Mama Africa                              |                              | |                             | |
| Le Retour de la main habile              |                              | |                             | |
| 2003                                     |                              | |                             | |
| Anger of the Gods                        | Idrissa Ouedraogo            | | drama                       | també conegut amb el títol de La Colère des dieux |
| Kounandi                                 |                              | |                             | |
| Moi et mon blanc                         |                              | |                             | |
| Vivre positivement                       |                              | |                             | |
| Source d'histoire                        |                              | |                             | |
| 2004                                     |                              | |                             | |
| Moolaadé                                 | Ousmane Sembene              | Fatoumata Coulibaly, Maimouna Hélène Diarra, Salimata Traoré |                             | Té vuit premis i sis nominacions. Coproducció internacional |
| La Nuit de la vérité                     |                              | |                             | |
| Ouaga Saga                               |                              | |                             | |
| Safi, la petite mère                     |                              | |                             | |
| Sous la clarté de la lune                |                              | |                             | |
| Tasuma                                   |                              | |                             | |
| 2005                                     |                              | |                             | |
| Delwende                                 | S. Pierre Yameogo            | |                             | Projectada en el Festival de Cinema de Cannes de 2005 |
| Rencontre en ligne                       |                              | |                             | |
| 2006                                     |                              | |                             | |
| Le Griot de Daporé                       |                              | |                             | |
| Kato Kato                                |                              | |                             | |
| Rêves de poussière                       | Laurent Salgues              | | Drama                       | Nominat pel Gran Premi del jurat en el Festival de Cinema de Sundance |
| 2007                                     |                              | |                             | |
| Le Beurre et l'argent du beurre          | Alidou Badini Philippe Baqué | | Documental                  | Gran premi del jurat al Festival Internacional de Cinema Mediambiental de Niamey |
| Code Phoenix                             | Boubacar Diallo              | | drama                       | |
| Faro, la reine des eaux                  |                              | |                             | |
| 2008                                     |                              | |                             | |
| Sam le caïd                              | Boubacar Diallo              | Joseph Tapsoba, Cécile Tiaho, Salif Sanfo, Mamadi Nana, Ildevert Méda, Jeanne d'Arc Yameogo, O’Gust Kutu, Saturnin Milla, Aïcha Traoré                                               | llargmetratge comèdia-drama | |
| Un Fantôme dans la nuit                  | Boubakar Zida Sidnaba        | | llargmetratge               | Competí a la secció oficial del festival Ecrans noirs 2009 de Yaoundé, Camerun |
| 2009                                     |                              | |                             | |
| Le fauteuil                              | Missa Hebié                  | Barthélémy Bouda, Norah Kafando, Justin Oindida |                             | |
| 2010                                     |                              | |                             | |
| Le poids du serment                      | Kollo Daniel Sanou           | André Bougouma, Yao Norbert Etranny, Serge Henry, Yéri Nadine Kambou, Abdoulaye Komboudri, Fousséni Sissoko, Bintou Sombié, Mamadou Zerbo                                            | drama                       | |
| 2011                                     |                              | |                             | |
| Somzita                                  | Aboubacar Sidnaba Zida       | Adama Siboné, Mamouta o Delphine Ouatara, Nina Ouédraogo, Sékou Sidibé Oumar, Yacouba Jacob Barry, i Jeanne d'Arc Yaméogo                                                            | llargmetratge               | |
| En attendant le vote                     | Missa Hébié                  | Serge Bayala, Ibrahima Mbaye, Baru Oumar Ouédraogo, Kary Coulibaly, Habib Dembélé, Lucas Fusi, Serge Henry, Maxime Sawago, Sékou Sidibé, Roger Wango, Amélie Wouabei, Désiré Yaméogo | llargmetratge drama polític | |
| Notre étrangère                          | Sarah Bouyain                | Dorylia Calmel, Assita Ouedraogo, Blandine Yameogo | drama                       | |
| Bayiri, la patrie                        | Pierre yaméogo               | Abdoulaye Komboudri, Bil Aka Kora, Delphine Ouattara, Maxime Sawago, Blandine Yaméogo, Mamadi Nana, Joseph Traoré, Tina Hatou Ouédraogo                                              | drama contemporani          | |
| Paris, mon paradis                       | Eléonore Yaméogo             | | llargmetratge documental    | Premi al millor documental al festival Vues d'Afrique de Montreal i al Festival de Cinema de Bujumbura, a Burundi. |